# Minden eladó
A Minden eladó (eredeti cime: Wszystko na sprzedaż) Andrzej Wajda 1969-ben bemutatott filmje. 
1967-ben Andrzej Wajda Londonban egy forgatókönyvíróval − Zbigniew Cybulski főszereplésével − új filmet tervezett. Azonban Cybulski váratlan halála véget vetett a tervnek. Wajda visszatért Lengyelországba. Biztos volt abban, hogy filmes emlékművet kell készítenie Cybulskinak. A „Minden eladó” című film úgy készült, hogy Wajda a forgatás közben ki a forgatókönyvét − a színészekkel és Andrzej Kostenko operatőrrel, (aki az egyik operatőrt maga alakította, és dolgozott a film dialógusain is).
A film forgatása 1968-ban mindössze néhány hétig tartott, azonban hat hónapra volt szükség a vágáshoz − a film improvizatív jellege miatt.

## Cselekmény
Egy férfi az utolsó pillanatban próbál elkapni egy éppen induló vonatot. Amikor megpróbál felugrani, megbotlik és a vonat alá esik. Aztán már nem a valóságban vagyunk, hanem Andrzej rendező új filmjének forgatásán. A színész eltűnt, és senki sem tudja, hol van. Ela, (Andrzej rendező egykori szeretője), míg Beata az eltűnt színész egykori szeretője volt. A színész keresése közben a két nő a rádióból megtudja, hogy a keresett színész a balesetben meghalt.
A hírtől még szinte még bénultan megvitatják, hogyan készülhetne el most a film. Witek rendezőasszisztens megtalája azt a fiatal színészt, aki nagy tisztelője volt az elhunyt színésznek, és olyan tehetségesnek is tartják, hogy ő lehet az elhunyt színész utódja.
Úgy döntenek, hogy Daniel Olbrychskivel forgatják le a filmet.
Az emlékezésen, Cybulski sorsának, múltjának kutatásán túl másról is szól a mese: az alkotás során a művész áruba bocsátja gondolatait, emlékeit, álmait. Wajda ezzel a színészlét alapvető paradoxonját is megfogalmazta.